# ریداکس
ریداکس جی‌اس (انگلیسی: Redux) یک کتابخانه متن باز جاوا اسکریپت برای مدیریت حالت یا همان State است. معمولاً همراه با کتابخانه‌هایی نظیر ری اکت یا انگولار، برای ساختن رابط کاربری (UI) استفاده می‌شود. چیزی مشابه (و با الهام از) فلاکس فیسبوک که توسط دن آبراموف و اندرو کلارک ایجاد شد.

## توصیف
ریداکس یک کتابخانه کوچک با یک API بسیار ساده طراحی شده‌است که یک ظرف قابل‌پیش‌بینی برای حالت برنامه باشد. آن به روشی مشابه عمل می‌کند تا تابع کاهش باشد، یک مفهوم برنامه‌نویسی تابعی.
این زبان تحت‌تاثیر زبان Elm قرار گرفته‌است، که خود یک زبان برنامه‌نویسی تابعی (Functional programming) است.